# Alajõe (Alutaguse)

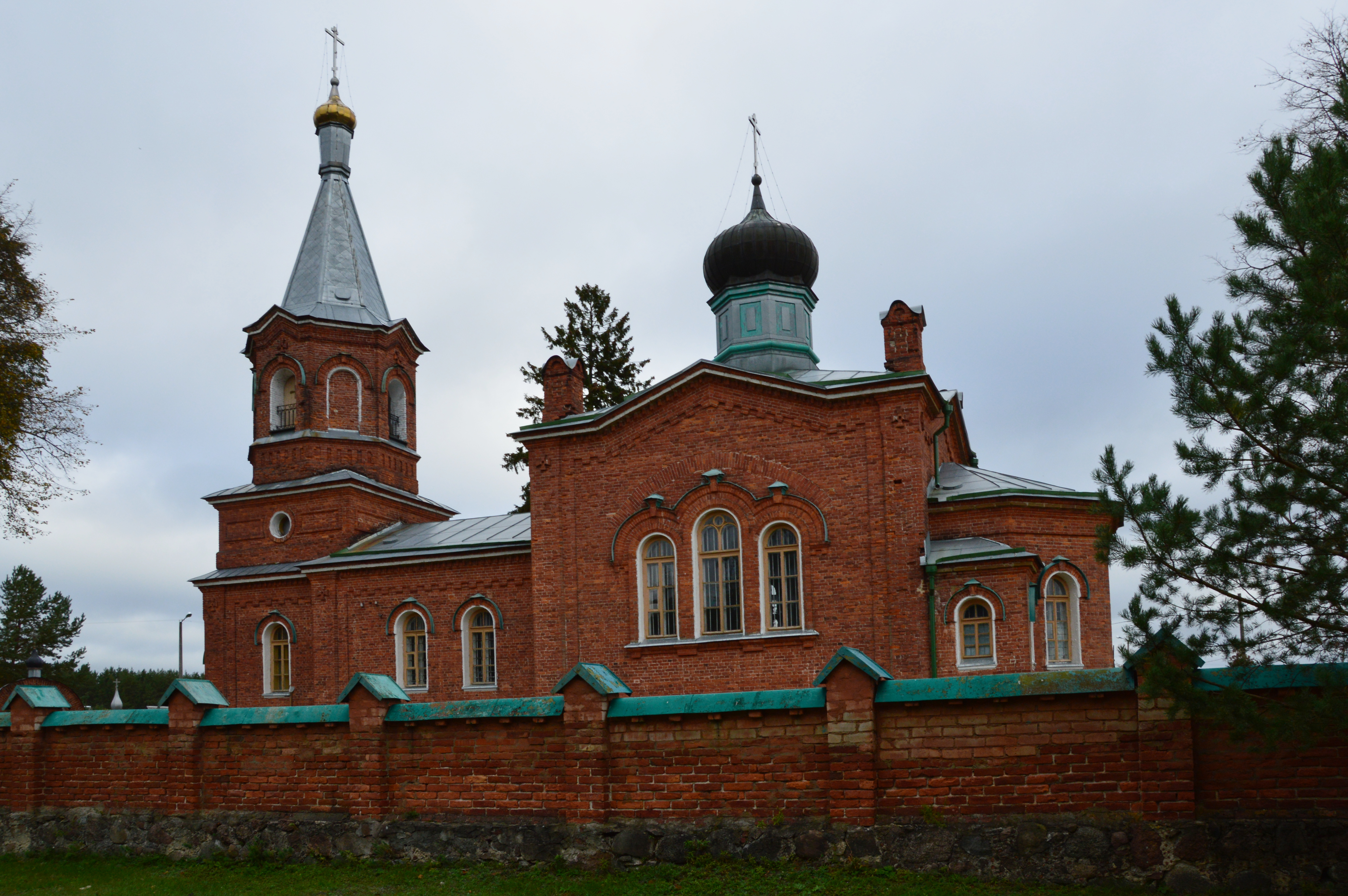
Russisch-orthodoxe kerk van Alajõe

Alajõe is een plaats in de Estlandse gemeente Alutaguse (Estisch: Alutaguse vald), provincie Ida-Virumaa. De plaats telt 155 inwoners (2021) en heeft de status van dorp (Estisch: küla).  De meerderheid van de inwoners is Russischtalig.
Alajõe was tot in 2017 de hoofdplaats van de gelijknamige gemeente.
Bij Alajõe mondt de rivier Alajõgi uit in het Peipusmeer.